# Flachblättriger Rot-Schwingel
Der Flachblättrige Rot-Schwingel (Festuca heteromalla), auch als Vielblütiger Schwingel oder Ausgebreiteter Rot-Schwingel bezeichnet, ist eine Pflanzenart aus der Gattung Schwingel (Festuca) innerhalb der Familie der Süßgräser (Poaceae).

## Beschreibung

### Vegetative Merkmale
Der Flachblättrige Rot-Schwingel ist eine ausdauernde krautige Pflanze und erreicht Wuchshöhen von 50 bis 100 Zentimetern. Er bildet über 5 Millimeter lange, meist kriechende Ausläufer und erscheint daher rasenförmig.
Die wechselständig am Halm angeordneten Laubblätter sind in Blattscheide und -spreite gegliedert. Die borstlichen Blattspreiten sind 1 bis 1,4 Millimeter im Durchmesser. Die Stängelblätter und oft auch die Blätter der Erneuerungssprosse sind flach mit sieben bis elf, zuweilen bis zu 13 Leitbündeln.

### Generative Merkmale
Die Blütezeit reicht von Juni bis August. Die Ährchen enthalten sieben bis zehn Blütchen.
Die Chromosomenzahl beträgt 2n = 42 oder 56, auch 70.

## Ökologie
Beim Flachblättrigen Rot-Schwingel handelt es sich um einen Hemikryptophyten.

## Vorkommen
Es gibt Fundortangaben für Frankreich, Belgien, Deutschland, die Schweiz, Italien, Österreich, Polen, Tschechien, die Slowakei, Rumänien, die Ukraine, Dänemark, Norwegen, Schweden, Finnland und Spitzbergen.
Der Flachblättrige Rot-Schwingel wächst in Feucht- und Nasswiesen (Molinio-Arrhenatheretea Tx. 1937 em. Tx. 1970) sowie in subalpinen Lägerfluren (Rumicion alpini Rübel ex Klika in Klika et Hadac 1944).

## Systematik
Die Erstveröffentlichung von Festuca heteromalla erfolgte 1788 durch Pierre André Pourret de Figeac in Hist. & Mém. Acad. Roy. Sci. Toulouse, 3, Seite 319.
Festuca heteromalla Pourr. gehört zur Rot-Schwingel-Gruppe (Festuca rubra agg.) in der Gattung Festuca.